# Bromure d'étain(IV)
Le bromure d'étain(IV) ou bromure stannique est le composé chimique de formule brute SnBr4. c'est un solide incolore avec un bas point de fusion. Il peut être préparé de ses éléments à température ambiante:
Sn + 2Br2 → SnBr4
En solution dans l'eau, le complexe octaédrique Sn[H2O]64+ est la principale espèce parmi les complexes six fois coordonnés avec de 0 à 6 ligands bromure (par exemple Sn[H2O]64+, SnBr[H2O]53+, cis- et trans- SnBr2[H2O]42+, etc.. En solution basique, le complexe Sn(OH)62− est présent.
SnBr4 forme des complexes 1:1 et 1:2 avec des ligands, par exemple avec la triméthylphosphine, les complexes SnBr4.P(CH3)3 et SnBr4.2P(CH3)3 sont produits.
Le bromure d'étain(IV) cristallise dans le système monoclinique avec des unités moléculaires SnBr4 de géométrie tétraédrique déformée. Le groupe d'espace associé est P21/c (no 14), avec comme paramètres a = 1 037,1 pm, b = 700,6 pm, c = 1 047,0 pm, β = 102,56° et Z = 4 (c'est-à-dire 4 unités SnBr4 par maille).